# Кржище-при-Чатежу
Кржище-при-Чатежу (словен. Kržišče pri Čatežu) — поселення в общині Літія, Осреднєсловенський регіон, Словенія. Висота над рівнем моря: 473,9 м.